# Lycaena elamita
Lycaena elamita är en fjärilsart som beskrevs av Le Cerf 1913. Lycaena elamita ingår i släktet Lycaena och familjen juvelvingar. Inga underarter finns listade i Catalogue of Life.